# Altamont (Dakota del Sur)
Altamont es un pueblo ubicado en el condado de Deuel en el estado estadounidense de Dakota del Sur. En el Censo de 2010 tenía una población de 34 habitantes y una densidad poblacional de 10,47 personas por km².

## Geografía
Altamont se encuentra ubicado en las coordenadas 44°50′27″N 96°41′25″O / 44.84083, -96.69028. Según la Oficina del Censo de los Estados Unidos, Altamont tiene una superficie total de 3.25 km², de la cual 3.25 km² corresponden a tierra firme y (0%) 0 km² es agua.

## Demografía
Según el censo de 2010, había 34 personas residiendo en Altamont. La densidad de población era de 10,47 hab./km². De los 34 habitantes, Altamont estaba compuesto por el 97.06% blancos, el 0% eran afroamericanos, el 0% eran amerindios, el 0% eran asiáticos, el 0% eran isleños del Pacífico, el 0% eran de otras razas y el 2.94% pertenecían a dos o más razas. Del total de la población el 0% eran hispanos o latinos de cualquier raza.